# Cheoljong
Cheoljong av Korea, född 1831, död 1864, var en koreansk monark. Han var kung av Korea 1849–1864.
Han var son till Jeongye Daewongun och Yongseong. Hans far var son till prins Euneon, sonson till kronprins Sado och sonsonsson till kung Yeongjo. Han valdes år 1849 ut till att efterträdde sin barnlösa släkting kung Heonjong genom att adopteras av dennes farmor, änkedrottningregenten Sunwon, som var hans regent till 1852. 
Han efterträddes av sin mycket avlägsna släkting Gojong.

## Familj
Cheoljong var gift med Cheorin. Han hade sju bihustrur. Han hade elva barn, men inget av dem uppnådde vuxen ålder. 